# Bujaki (Podlachie)
Pour les articles homonymes, voir Bujaki.
Bujaki est un village de Pologne, situé dans la gmina de 	Drohiczyn, dans le Powiat de Siemiatycze, dans la voïvodie de Podlachie.

## Source
- (en) Cet article est partiellement ou en totalité issu de l’article de Wikipédia en anglais intitulé « Bujaki, Podlaskie Voivodeship » (voir la liste des auteurs).